# یوهانس لینسن
یوهانس لینسن (انگلیسی: Johannes Linßen؛ زادهٔ ۲۸ سپتامبر ۱۹۴۹) بازیکن فوتبال اهل آلمان است.
از باشگاه‌هایی که در آن بازی کرده‌است می‌توان به باشگاه فوتبال اس‌سی فورتونا کلن و باشگاه فوتبال دویسبورگ اشاره کرد.
وی همچنین در تیم ملی فوتبال Germany under-23 بازی کرده‌است.